# 铁嘴沙鸻

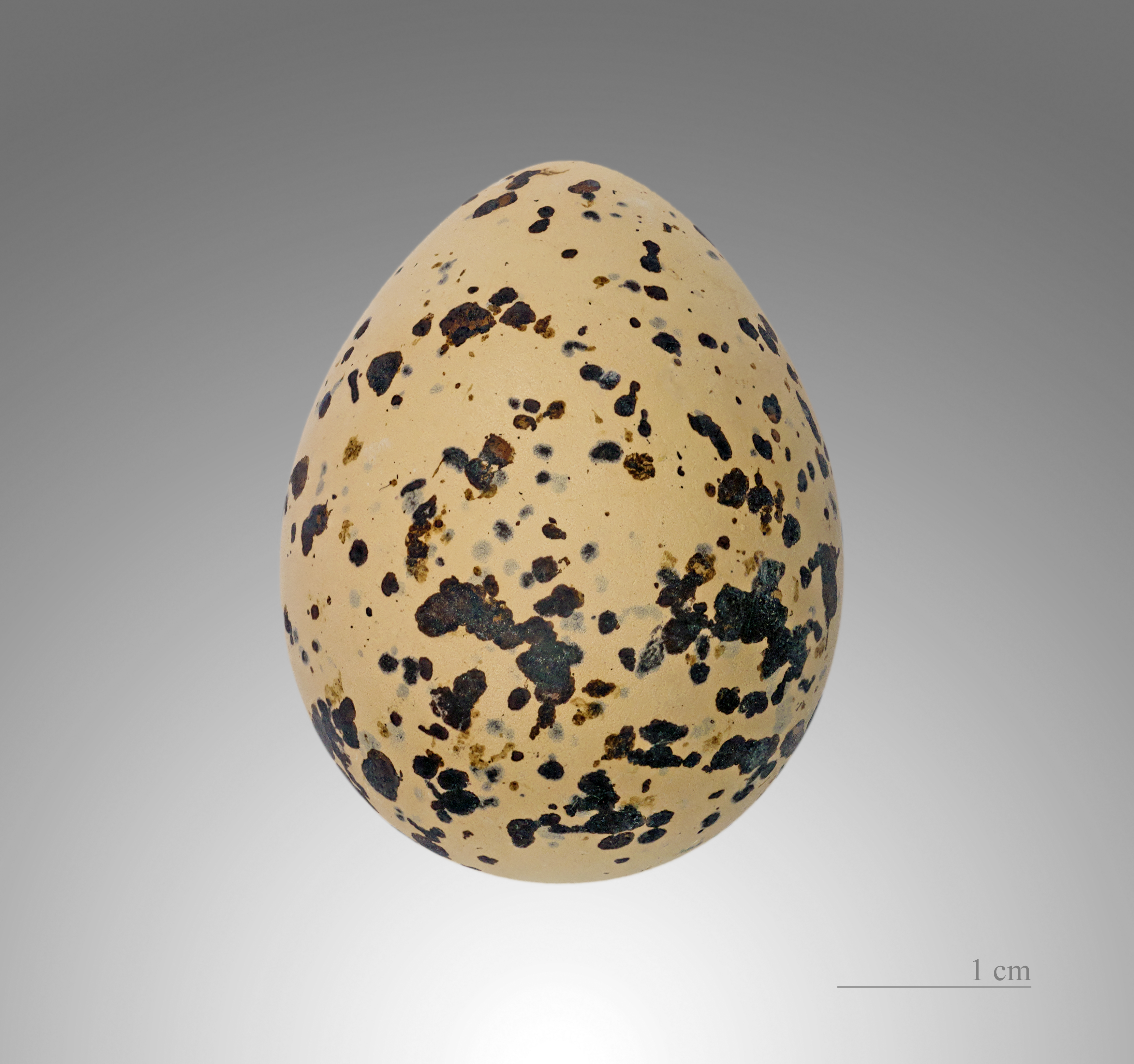
铁嘴沙鸻的卵

铁嘴沙鸻（学名：Anarhynchus leschenaultii），又名鐵嘴鴴，为鸻科鸻属的鸟类。在中国大陆，分布于新疆、内蒙古、华东、南至海南、西至青海等地。该物种的模式产地在印度。
這種鳥的英文名拼寫經常被寫作「greater sandplover」或「greater sand-plover」，但官方的世界鳥類學家聯合會（IOU）和英國鳥類學家聯盟拼寫為「Greater Sand Plover」。其特定名稱leschenaultii是為了紀念法國植物學家吉恩·巴蒂斯特·萊斯恩努·德拉圖爾。像該屬的大多數其他物種一樣，它直到最近才被劃分為彎嘴鴴屬 （Anarhynchus），此前一直歸入於鴴屬（Charadrius）的。

## 分佈
鐵嘴沙鴴在土耳其和向東至中亞的半沙漠地區繁殖，在裸露的地面窪地築巢。這種鳥類具有很強的遷徙性，在東非、南亞和澳大拉西亞的沙灘上過冬。它是西歐的一種罕見迷鳥，曾記錄到最遠西至冰島。在北美洲有兩次紀錄，最近一次是在2009年5月14日於佛羅里達州的傑克孫維。

## 亞種
鐵嘴沙鴴有三個亞種:
- A. l. leschenaultii，為東部分佈區域（蒙古和中國西北部）的指名亞種。鳥喙為中間大小；夏季羽毛呈淡橙色胸帶。
- A. l. scythicus，分佈於物種中部區域（中亞）。鳥喙為物種中最大；夏季羽毛呈中等橙色胸帶。異名A. l. crassirostris；然而此名稱被威爾遜鴴的亞種A. wilsonia crassirostris（早48年描述）所佔用。[8]
- A. l. columbinus，分佈於物種西部區域（從西南亞至土耳其中部）。鳥喙為物種中最小；夏季羽毛呈強橙色胸帶。

## 描述
這種體型粗壯的鴴長19-22公分，比環頸鴴略大，且擁有顯著的長腿和厚實的鳥喙。繁殖期的雄鳥具有沙色的背部和白色的腹部。夏季的胸部、額頭和後頸有各種程度的橙色，夏季時還有黑色的眼罩。雌鳥顏色較暗淡偏灰，冬季和幼鳥則偏褐色，僅頭部略帶紅棕色。雙腿呈黃綠色，鳥喙為黑色。
在所有羽色中，鐵嘴沙鴴與其近親蒙古沙鴴A. mongolus及青藏沙鴴A. atrifrons非常相似。在印度沙灘上混居的冬季群中，因其體型結構的明顯差異，分辨這些物種並不困難；但若在西歐發現單獨迷鳥，則識別難度大大增加，因為兩者在該區域都非常罕見。特別是西南亞亞種的鐵嘴沙鴴，其較小的鳥喙使它與其他兩種最為相似。

## 生態
其食物包括昆蟲、甲殼類和環節動物，主要通過跑停結合的方式獲得，而不是像其他涉禽那樣不斷探查。
其飛行叫聲是一種柔和的顫音。
鐵嘴沙鴴是非歐亞遷移性水鳥協定適用的物種之一。

## 圖庫

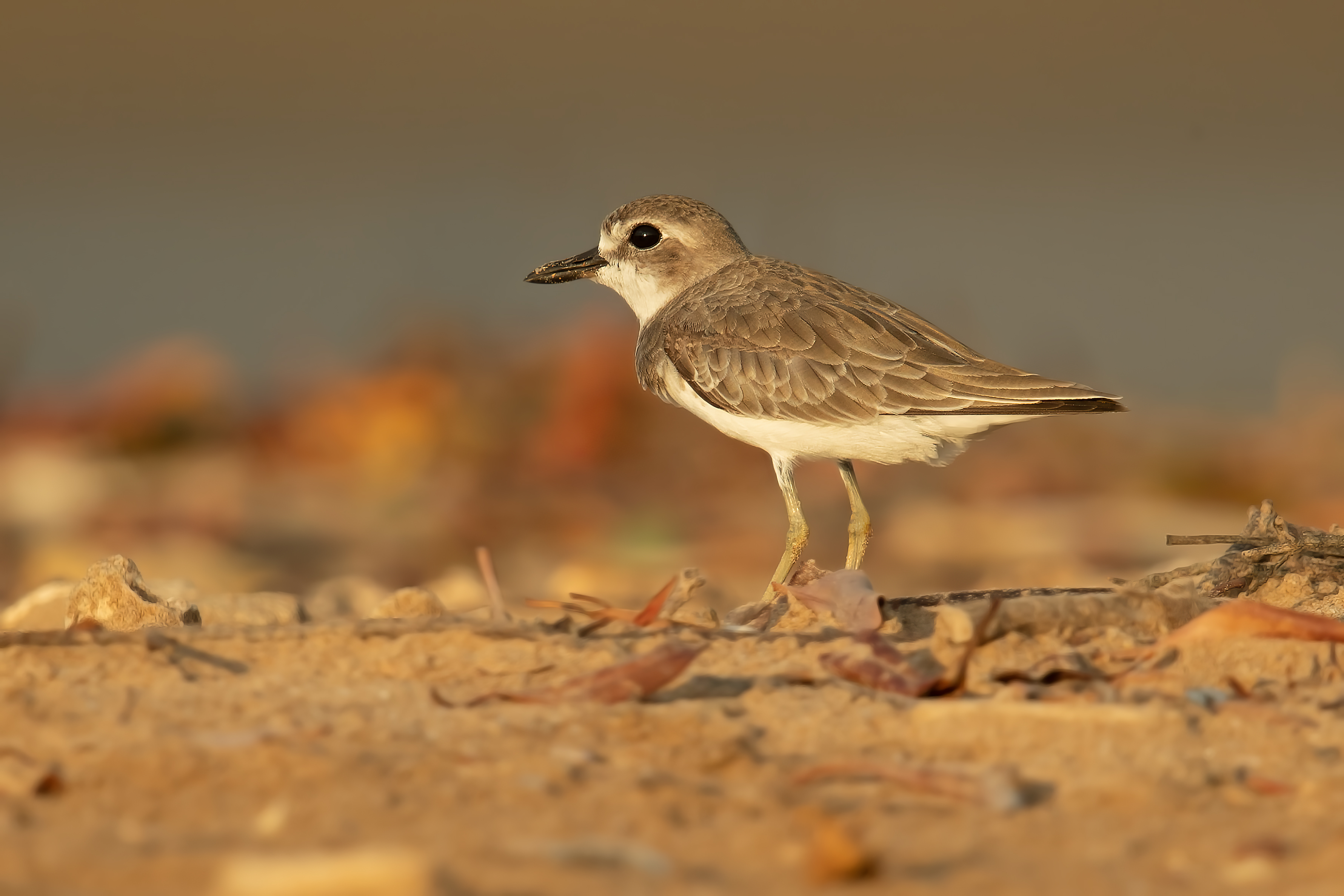
冬羽，達爾文, 北領地, 澳洲
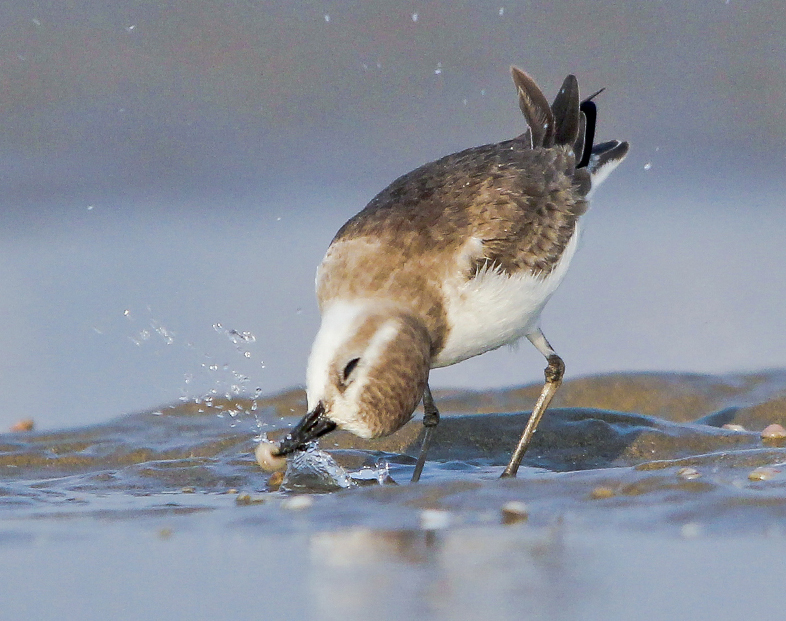
餵食，刻赤縣，印度
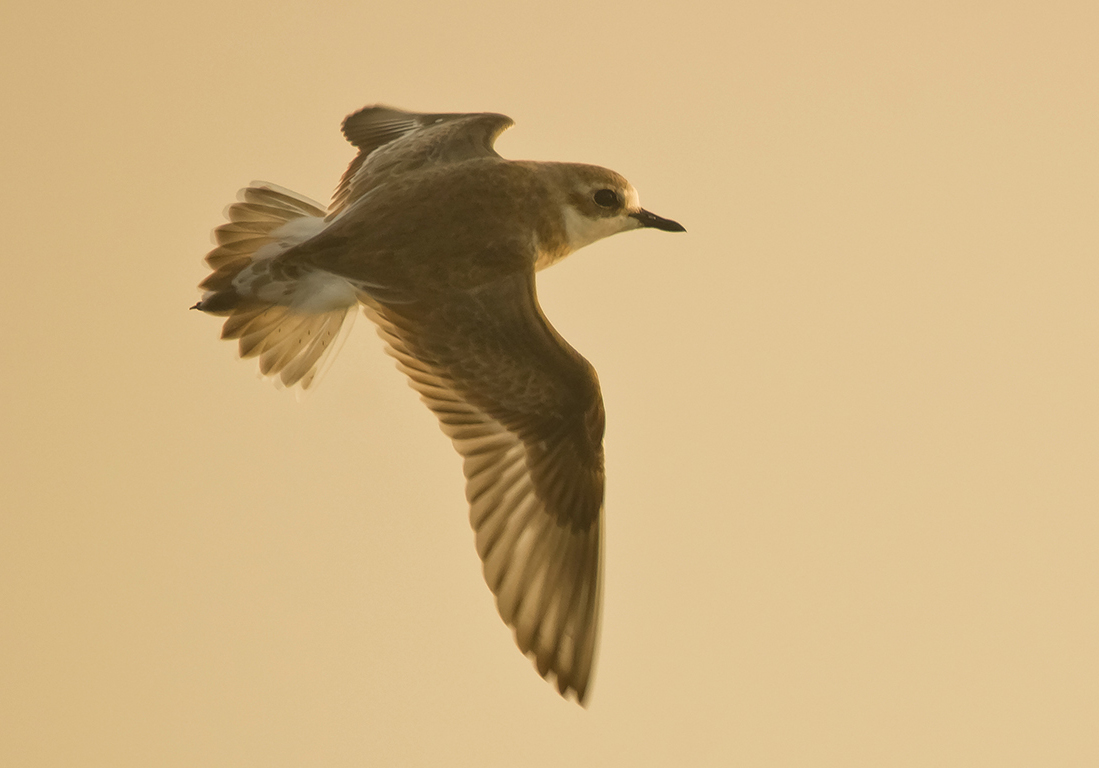
飛行中，刻赤縣，印度
- 溫納姆濱海藝術中心, 昆士蘭東南部，澳洲
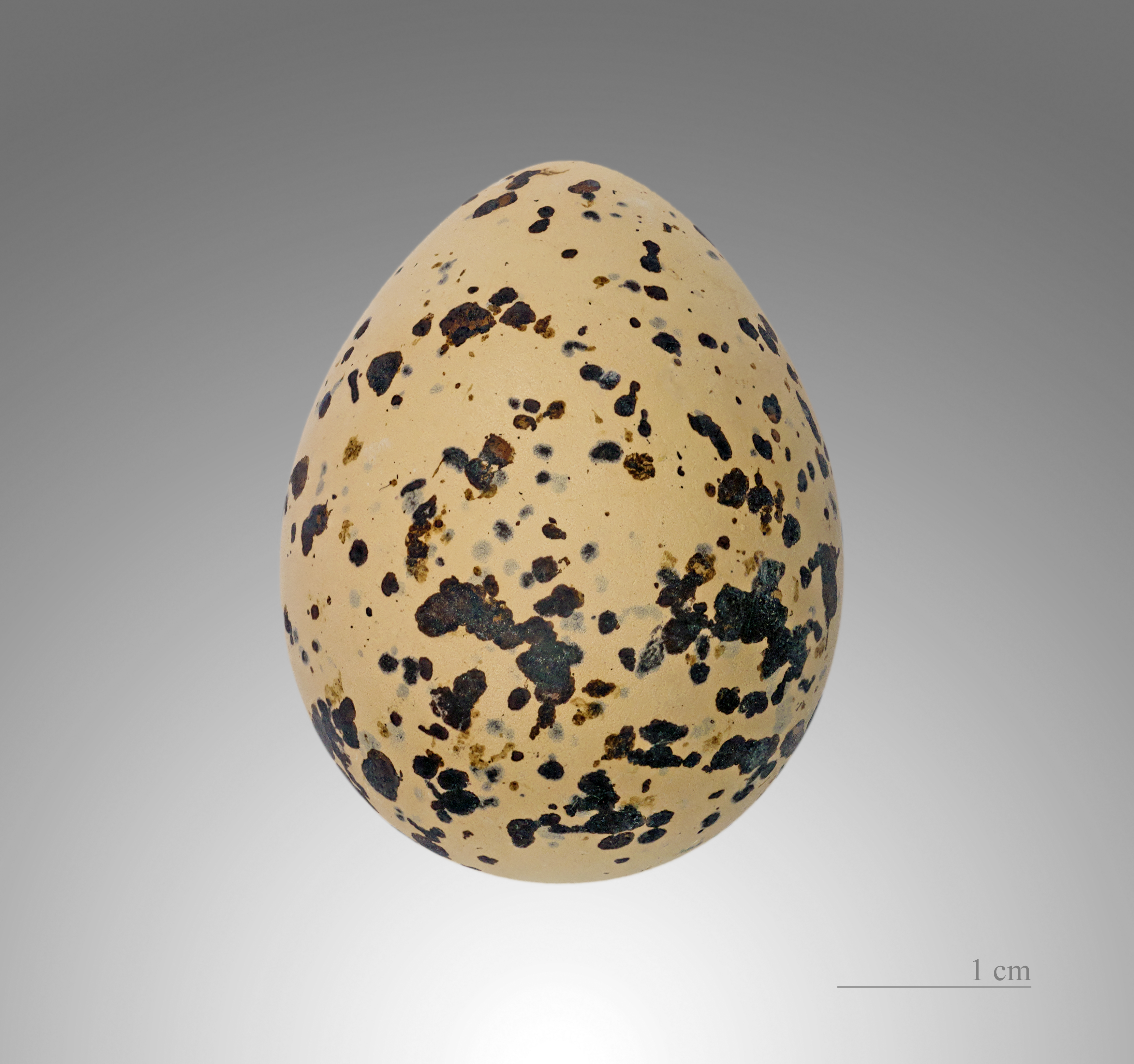
蛋 - 土魯斯博物館